# Peyotizmus

A peyotizmus jelvénye

A peyotizmus (hivatalos nevén Native American Church, azaz: Amerikai Őslakosok Vallási Mozgalma vagy hibás tükörfordítással: „Bennszülött Amerikai Egyház”, olykor elítélő kifejezéssel: pejotl-kultusz) a legfontosabb újjáélesztési mozgalmak közé tartozik, és 250 000-es tagságával egyúttal pánindián mozgalom is.

## Története
A mexikói eredetű egyház először a síkságokon terjed el a Szellemtánc összeomlását követően. Azóta középnyugaton és délkeleten is népszerűvé vált.

## A szertartás menete és az egyház tanai
Az egyház tagjai azáltal törekednek látomásra, hogy egyházi összejöveteleiken szentségként elfogyasztják a pejotl kaktusz kerek, enyhén hallucinogén részét. A szürkülettől hajnalig tartó és csörgőket, csontfurulyákat, valamint egyéb hagyományos elemeket felvonultató gyűléseket egy tipiben a „peyote-főnök”-nek vagy „utazó”-nak nevezett, a csoportok közt ingázó személy vezeti. Az egyház tanait a kereszténységből és a hagyományos hitből gyúrták össze. Isten egyfajta nagy szellem, Jézus pedig védőszellem. A testvéri szeretet eszménye és a Tízparancsolat némelyike a központi hitelvek közé tartoznak. A tagok nem fogyasztanak alkoholt.

## A pejotl helyzete
Szigorúan szentségként történő alkalmazása ellenére a pejotl-ot egy ideig törvényen kívül helyezték, ma azonban nagyrészt elismerik a Bennszülött Amerikai Egyház általi használatra, bár sok fehér küzd betiltásáért még ma is.